# Colin McDonald (Fußballspieler, 1930)
Colin Agnew McDonald (* 15. Oktober 1930 in Bury, Lancashire) ist ein ehemaliger englischer Fußballspieler, der als Torwart spielte.

## Sportlicher Werdegang
McDonald schloss sich 1948 dem FC Burnley an, bei dem er sich in die Reservemannschaft spielte. Kurze Zeit später leistete er seinen Wehrdienst ab, während dessen er für Headington United spielte. 1952 zum FC Burnley zurückgekehrt, war er zunächst hinter Des Thompson Ersatztorhüter und es dauerte knapp zwei Jahre bis zu seinem Pflichtspieldebüt  anlässlich einer 1:5-Niederlage seines Klubs gegen Aston Villa. Trotz der fünf Gegentore ließ er sich nicht mehr verdrängen und war in den folgenden Jahren Stammtorhüter. Mit guten Leistungen führte er den Klub in Richtung Tabellenspitze und sich selbst in den Kreis der englischen Nationalmannschaft. Nachdem er sich im Dezember 1956 die Schulter gebrochen hatte und kurzzeitig durch Adam Blacklaw ersetzt worden war, dauerte es bis 1958, ehe er in der Auswahlmannschaft eingesetzt wurde. Nach seinem Debüt gegen die Fußballnationalmannschaft der UdSSR beim Auftaktspiel zur Fußball-Weltmeisterschaft 1958 war er bei allen vier Spielen der englischen Mannschaft, die nach einer 0:1-Niederlage im Entscheidungsspiel am Ende der Gruppenphase gegen die punktgleiche UdSSR-Mannschaft durch ein Tor von Anatoli Michailowitsch Iljin vorzeitig ausschied, erster Torwart. Auch in der Folge war er sowohl im Verein als auch der Nationalmannschaft erste Wahl, ehe er bei einem Aufeinandertreffen von Auswahlmannschaften der Football League und der League of Ireland am Saint Patrick’s Day 1959 einen Beinbruch erlitt. Nach Komplikationen, die bis zu einer Lungenentzündung führten, musste er seine Profikarriere frühzeitig beenden und wurde vom Schotten Blacklaw beerbt. Später versuchte er im Non-League-Football beim FC Altrincham ein Comeback als Spieler und war bei einigen Vereinen wie den Wycombe Wanderers oder dem FC Bury als Trainer tätig.